# الدمى الأكثر طلبا
الدمى الأكثر طلباً (بالإنجليزية: Muppets Most Wanted) هو فيلم كوميدي أُصدر في الولايات المتحدة سنة 2014.
كان العرض الأول لفيلم في لوس أنجلوس في 11 مارس 2014 ، وصدرفي أمريكا الشمالية في 21 مارس 2014 . حقق الفيلم أرباحا مقدارها 80.4 مليون دولار في جميع أنحاء العالم بميزانية قدرها 51 مليون دولار.

## القصة
يفر كونستانتين الضفدع الأكثر خطورة في العالم من أحد سجون سيبيريا، وينتحل شخصية كيرميت الضفدع محاولاً سرقة مجوهرات التاج الملكي البريطاني بمساعدة زميله بادجي بعد تتبع خطوات سرقتها خلال جولة عالمية للدمى.

## طاقم التمثيل
- ريكي جيرفيه
- تاي باريل
- تينا فاي

## وصلات خارجية
- الدمى الأكثر طلبا على موقع IMDb (الإنجليزية)
- الدمى الأكثر طلبا على موقع ميتاكريتيك (الإنجليزية)
- الدمى الأكثر طلبا على موقع روتن توميتوز (الإنجليزية)
- الدمى الأكثر طلبا على موقع نتفليكس (الإنجليزية)
- الدمى الأكثر طلبا على موقع قاعدة بيانات الأفلام العربية
- الدمى الأكثر طلبا على موقع ألو سيني (الفرنسية)
- الدمى الأكثر طلبا على موقع Turner Classic Movies (الإنجليزية)
- الدمى الأكثر طلبا على موقع أول موفي (الإنجليزية)
- الدمى الأكثر طلبا على موقع بوكس أوفيس موجو (الإنجليزية)
- الدمى الأكثر طلبا على موقع فيلمافينيتي (الإسبانية)

1. ↑  "The Subway Brand Launches a Muppet-Themed Campaign for Families". صب واي. 12 مارس 2014. مؤرشف من الأصل في 2016-03-12. اطلع عليه بتاريخ 2014-03-19.
2. ↑  "79 Original Songs Vie for 2014 Oscar". أكاديمية فنون وعلوم الصور المتحركة. 12 ديسمبر 2014. مؤرشف من الأصل في 2014-12-15. اطلع عليه بتاريخ 2014-12-12.
3. ↑  Jennings، Adele. "Exclusive: First look at the new Club Penguin in-game party takeover: Join the Muppets World Tour!". ديلي ميرور. مؤرشف من الأصل في 2017-02-04. اطلع عليه بتاريخ 2014-03-18.